# Civitas Tungrorum

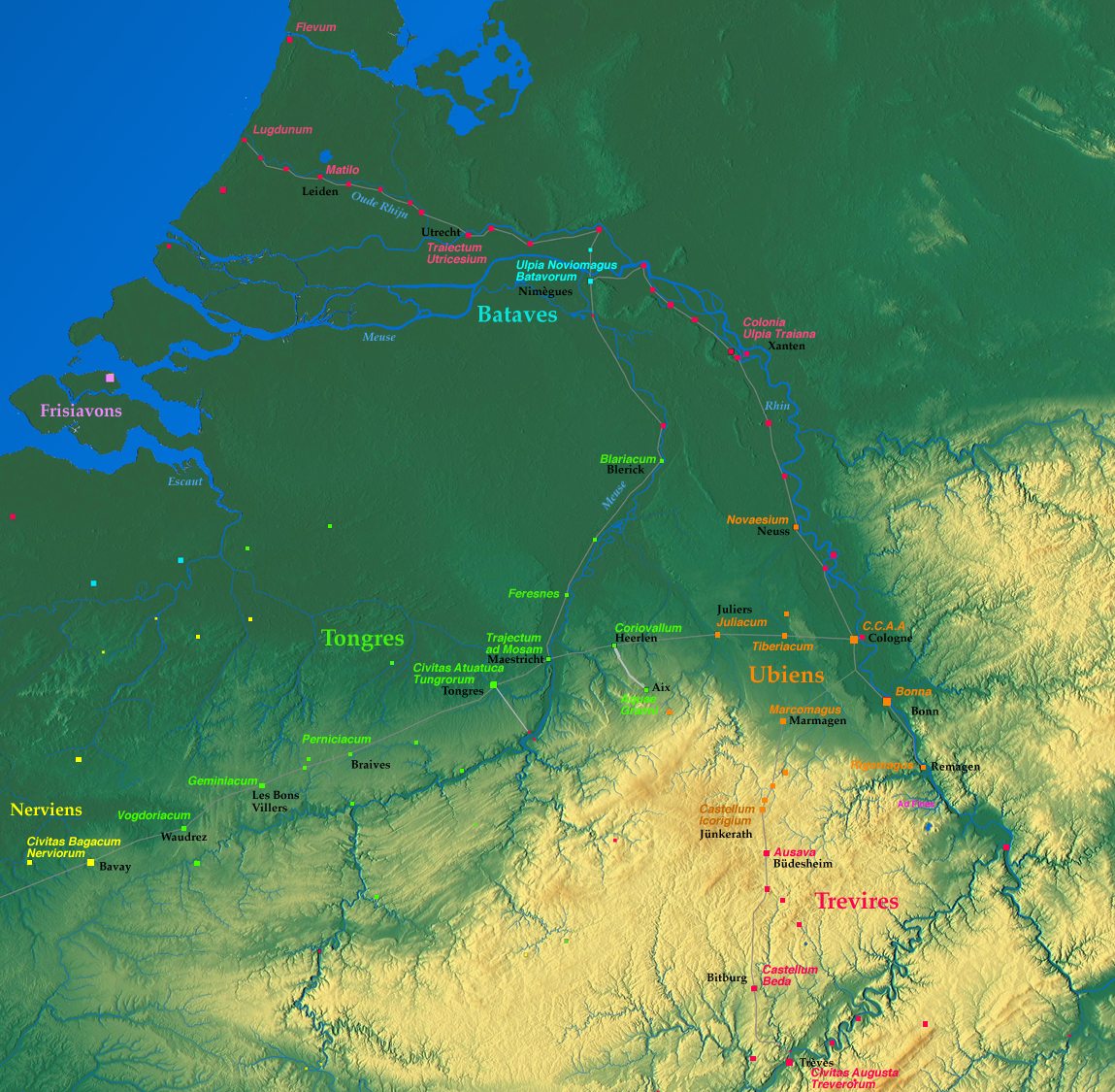
Topographie de la Germanie inférieure, chaussées romaines, Limes et situation des Tongres, Ubiens, Bataves, Cannefates, Trévires, Nerviens et Frisaviones.

La Civitas Tungrorum ou cité des Tongres était un municipium — cellule administrative et religieuse de l'Empire romain — constitué dans la période finale (Bas-Empire) sur le territoire des Germains cisrhénans. Son chef-lieu était Atuatuca Tungrorum. En 89, à la formation de la province de Germanie inférieure, elle fut fixée dans cette province, qui était auparavant incluse dans la Gaule belgique. 

## Topographie

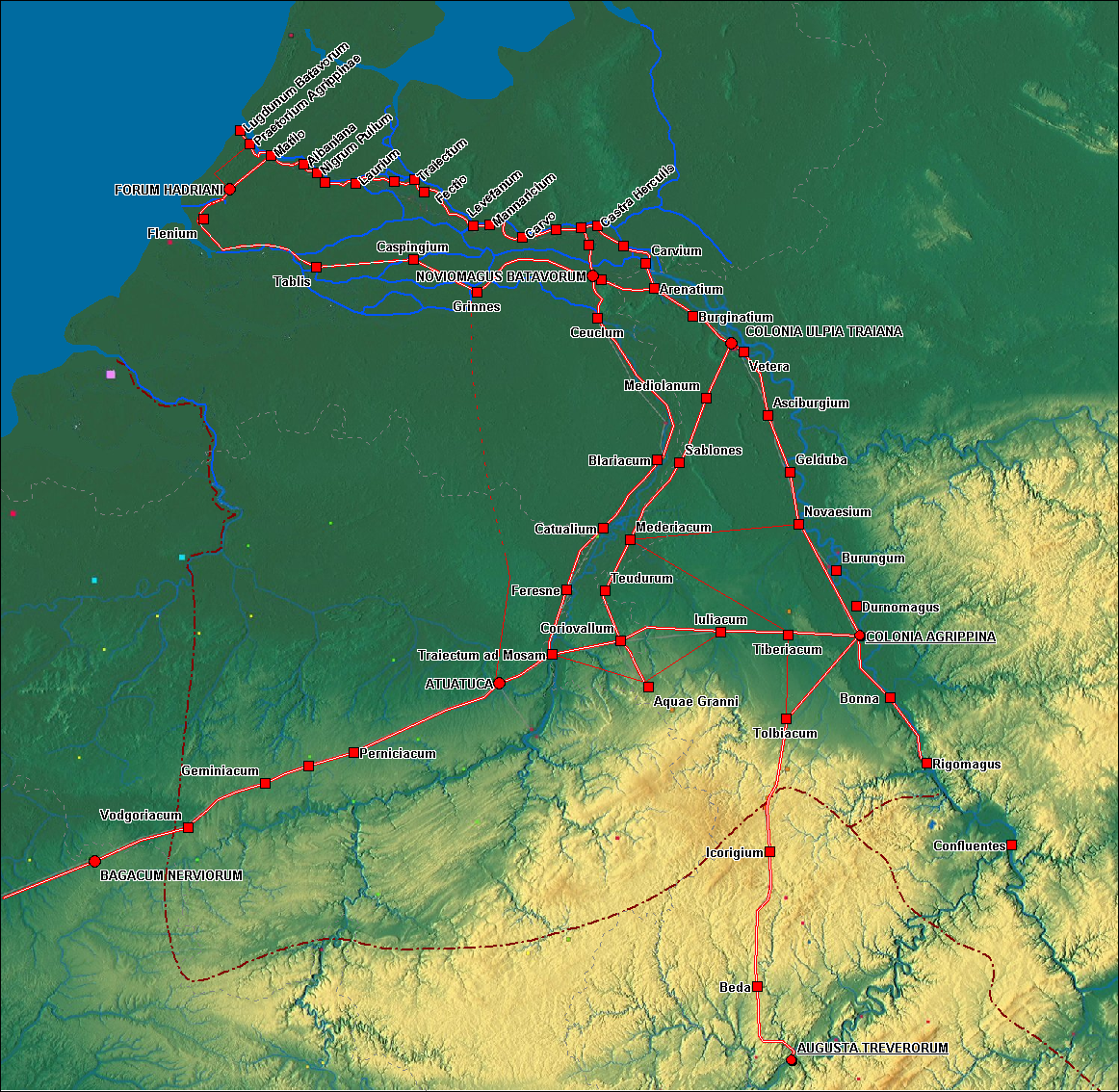
Chaussées romaines - Germanie inférieure, Hypothèses

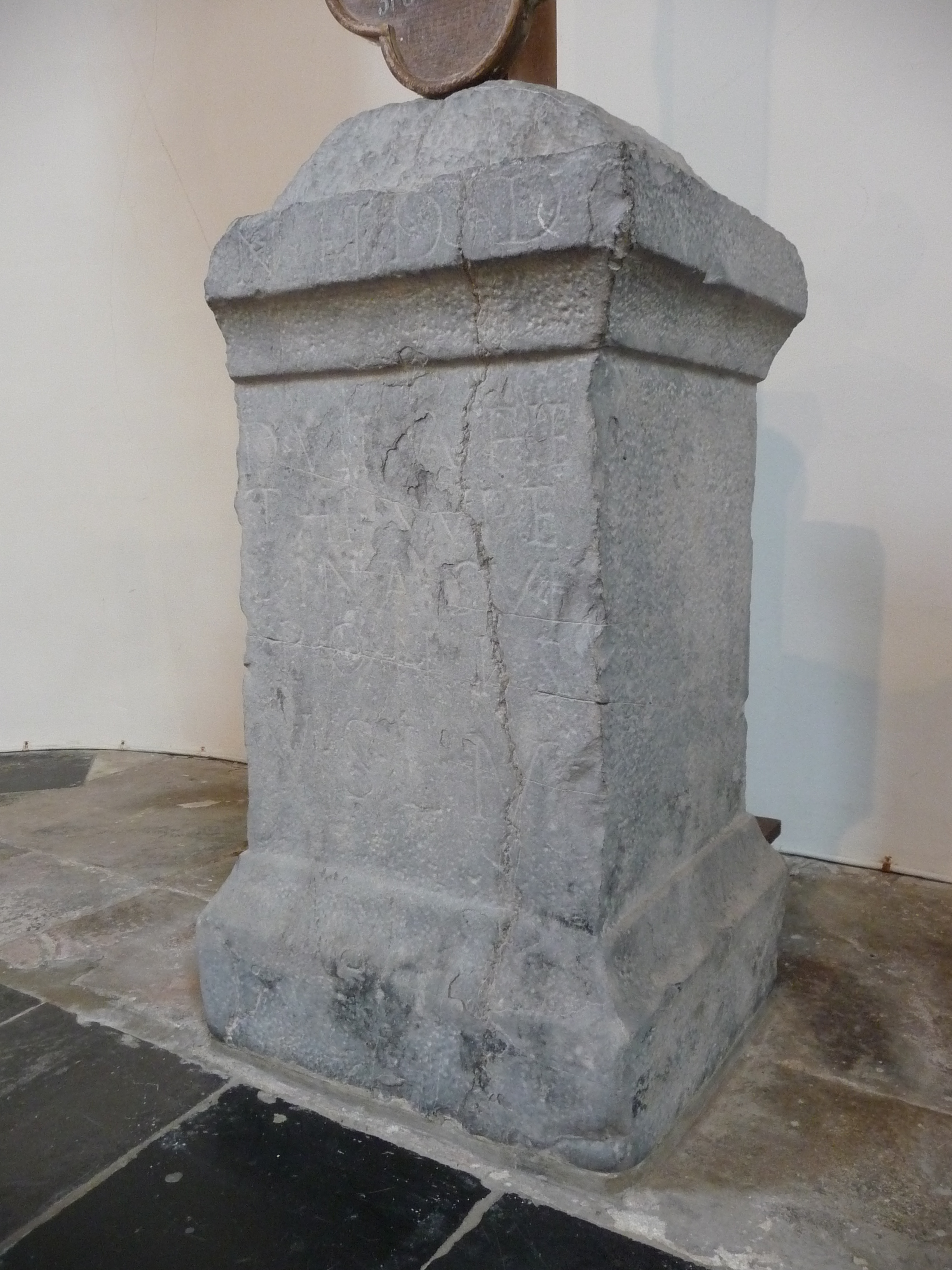
Ex-voto gallo-romain de la déesse Viradectis retrouvée à Strée-lez-Huy

Organisée de part et d'autre de la Meuse, elle couvrait un vaste territoire allant de la mer du Nord jusqu’aux sources des rivières ardennaises (la Lesse, l’Ourthe, la Vesdre) comprenant la Toxandrie (ou Campine), la Hesbaye, les Ardennes et Aix-la Chapelle. Ce territoire correspond plus ou moins avec le territoire des Tungri ou des Éburons, des Condruses, des Pémanes, des Sègnes et des Atuatuques, c'est-à-dire des tribus celtes qualifiées par César de Germains cisrhénans, avant la conquête romaine. La civitas était divisée en sous-districts (pagi), dénommés à partir du nom de tribus. Certains de ces noms ont survécu jusqu'à ce jour, comme celui du Condroz, d'après la tribu des Condruses. Les Tongres sont à l'origine de la dénomination d'une série de villes comme Tongres, Tongerlo, Tongrinne, Tongelre. La Chaussée romaine de Bavay à Cologne qui reliait la civitas Bagacum Nerviorum, capitale des Nerviens - aujourd'hui Bavay à la capitale de la Germanie inférieure et Civitas des Ubiens, Colonia Claudia Ara Agrippinensium - aujourd'hui Cologne - traversait ce territoire d'ouest en est passant par Tongres et traversant le fleuve à Trajectum ad Mosam - aujourd'hui Maastricht - où une autre chaussée rejoignait la civitas des Bataves, Ulpia Noviomagus Batavorum - aujourd'hui Nimègue. Pour faciliter le transport à la suite des crues irrégulières de la Meuse, un pont fut construit à Trajectum ad Mosam dès le Ier siècle. La Voie des Ardennes qui ralliait Aquae Granni - aujourd'hui Aix-la-Chapelle -, par le gué de Herstal à Jupille, se séparait sur le plateau de Herve le long de la crête par la chaussée Charlemagne et rejoignait Tectis (aujourd'hui Theux) - en passant la Vesdre au Fractam pontem - maintenant Fraipont.

## Anthropologie

### Les Tungri

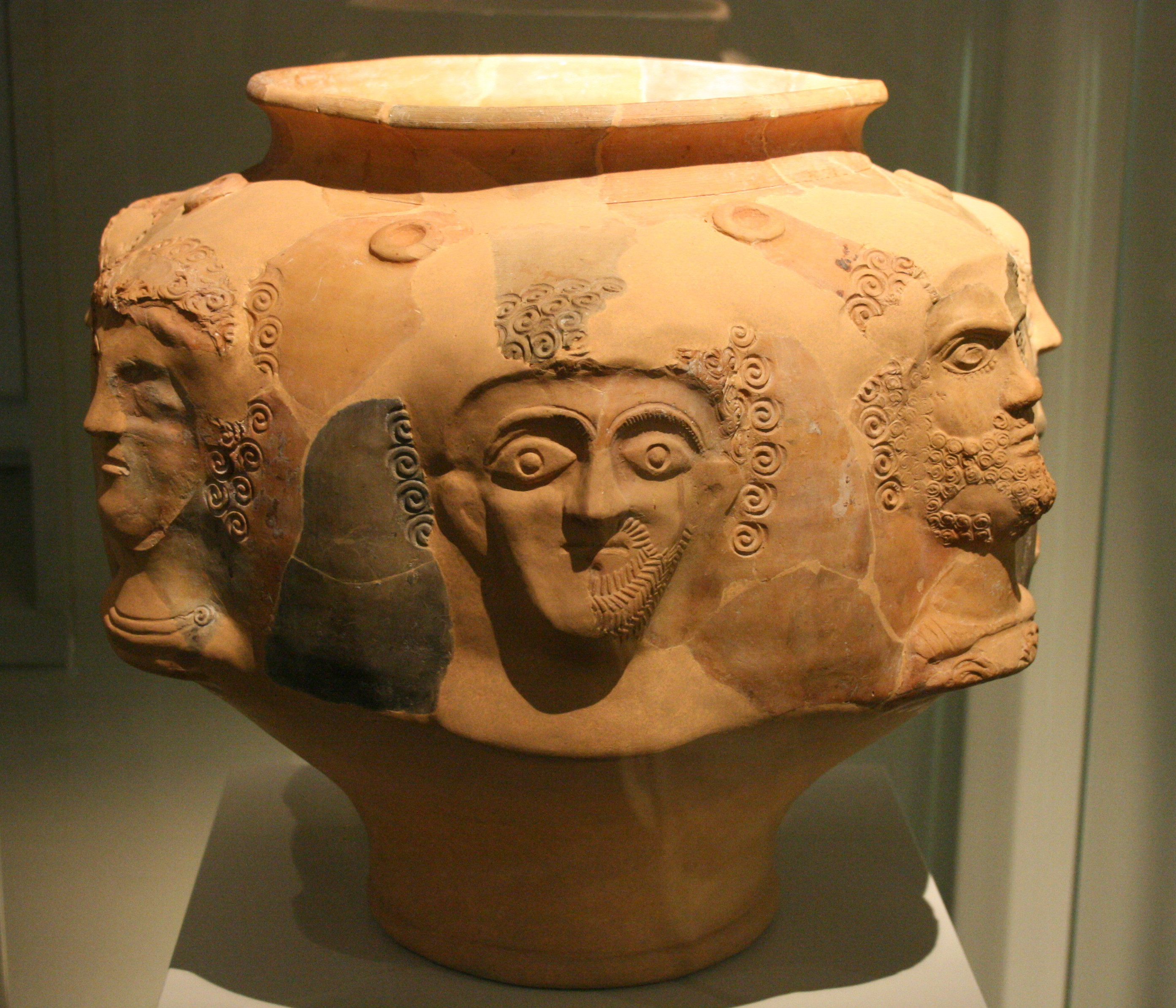
Vase gallo-romain à bustes provenant de Jupille. Musée du Grand Curtius, Liège, Belgique

- Les Tungri vont remplacer les Eburons - exterminés par Jules César - dans la vallée de la Meuse de Venlo à Namur et autour de la ville d'Atuatuca Tungrorum maintenant Tongres et à l'Est, au-delà d'Aix-la-Chapelle jusqu'à la Rour et Juliers. Tacite[1], explique le changement de dénomination, sous l'effet de migrations germaniques : "Les premiers [Germains] qui passèrent le Rhin et chassèrent les Gaulois, et qui maintenant se nomment Tongres, se nommèrent alors Germains. Ce nom, borné d'abord à un simple peuple, s'étendit peu à peu, et, créé par la victoire pour inspirer plus de crainte, il fut bientôt adopté par la nation tout entière". La création de cette nouvelle civitas regroupe les Éburons, les Condruses, les Sègnes, les Pémanes et les Atuatuques, qui reçurent un autre nom, celui qu'ils se donnaient à eux-mêmes. La province fait partie du diocèse des Gaules et de la préfecture des Gaules.

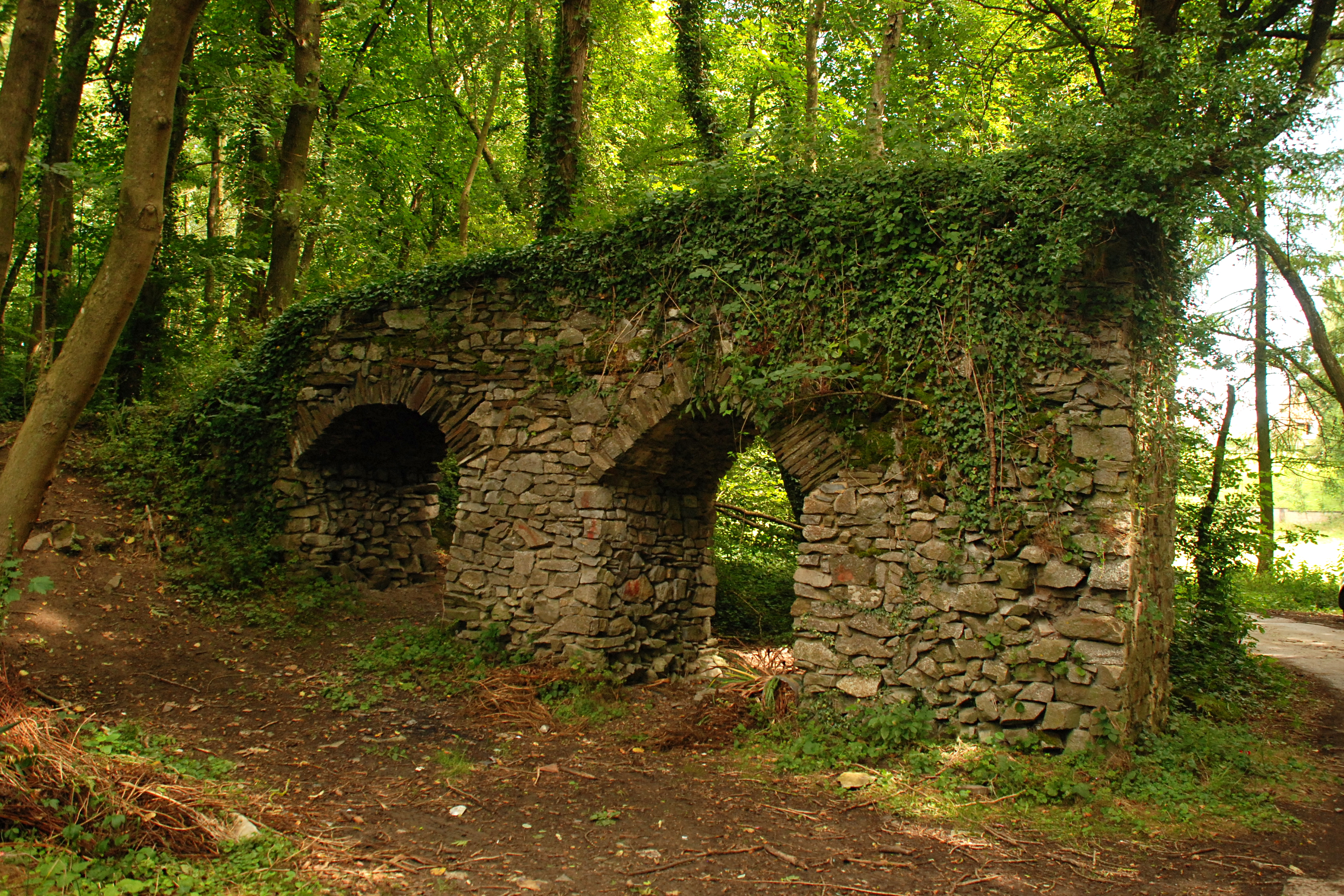
Aqueduc romain de Mettet

Le nord de la Cité des Tongres qui est constitué d'une grande zone marécageuse, connue aujourd'hui sous le nom de Campine, peu fertile et presque vide d'habitants romanisés, sera occupée par les Francs vers la fin de l'Empire romain. Au contraire, le centre qui contient les régions modernes de Hesbaye et le Condroz, est plus fertile et a une plus forte densité de population. La civilisation romaine y résistera mieux aux invasions de la fin de l'Empire, ce qui explique le tracé de la frontière entre les langues germaniques et les langues romanes. À la fin de l'Empire romain, la partie nord de la civitas Tungrorum se dépeuplent progressivement et est occupée par les Francs saliens, qui la rebaptisent du nom de Toxandrie. La zone située le long du Rhin devient le territoire des Francs ripuaires. C'est à partir de cette région que les dynasties mérovingiennes et carolingiennes vont conquérir une grande partie de l'Europe occidentale.

### Les peuples avoisinants

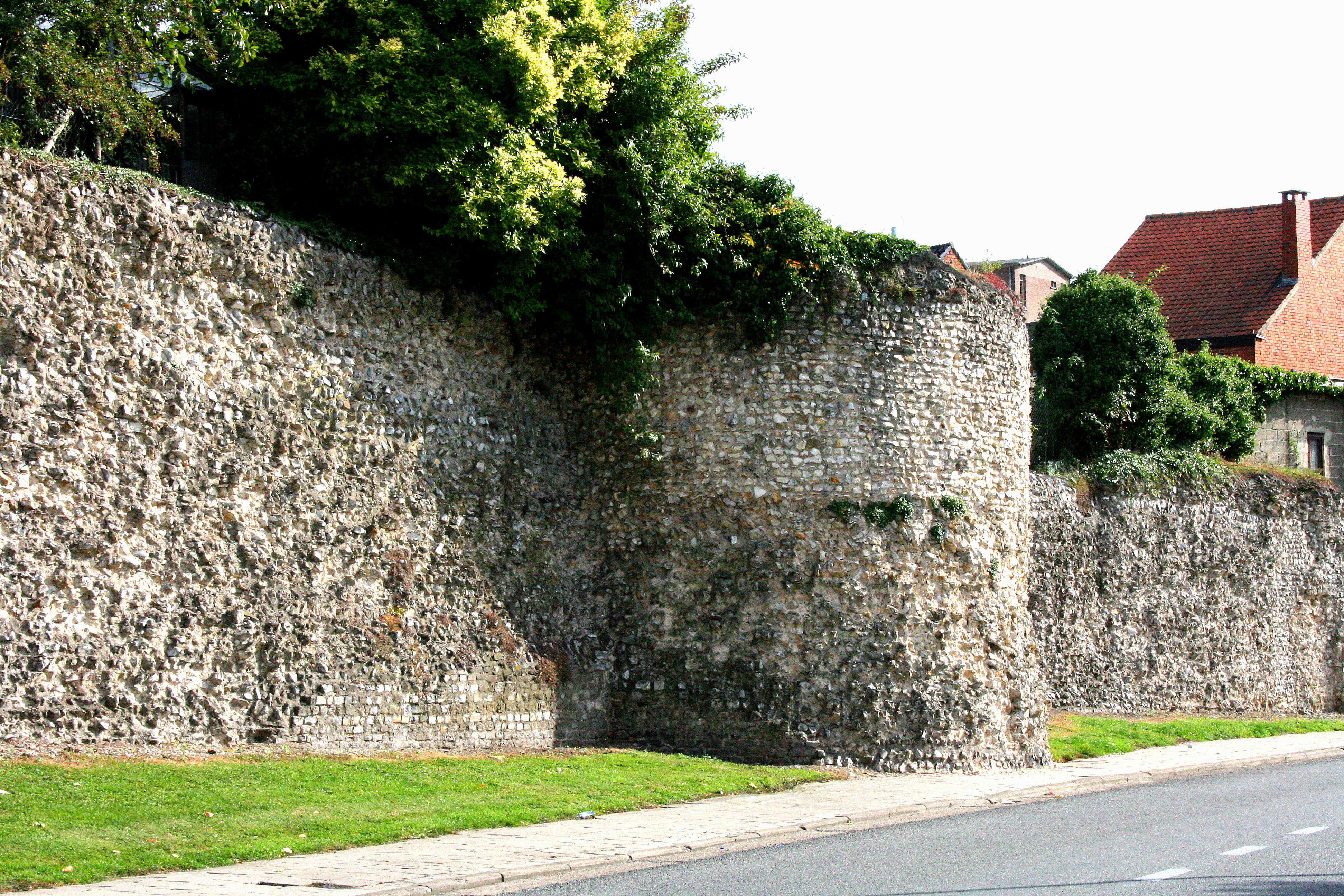
Muraille de Atuatica Tungrorum

- Les Frisiavons, petit peuple proche des Frisons dans l'estuaire de l'Escaut autour de Colijnsplaat à l'embouchure de l'Escaut.
- Les Bataves dans les estuaires de la Meuse et du Rhin autour de Nimègue et Elst.
- Les Cugernes, petit peuple entre les Bataves et les Ubiens face à Xanten.
- Les Cananefates dans l'estuaire du Rhin autour de Voorburg.
- Les Ubiens originaire de la rive droite du Rhin, seront installés par les romains entre la Meuse et le Rhin, autour de Neuss Cologne et Bonn, à l'Ouest jusqu'à la Rour et Juliers et au Nord jusqu'à Krefeld[3].
- Les Nerviens autour de Bavay
- Le Ménapiens (en cours)

### Villae de la Civitas des Tungri

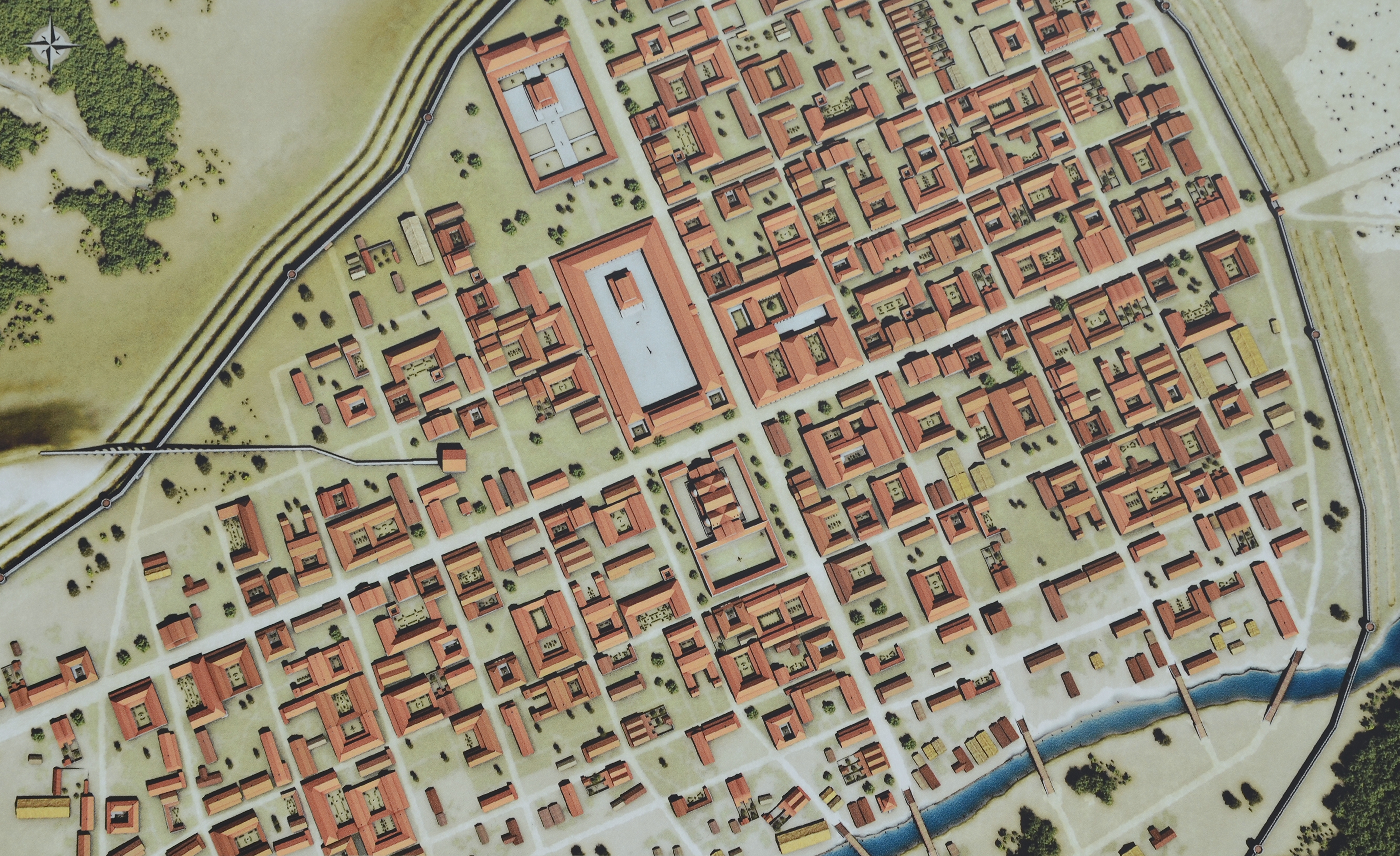
Reconstitution de la capitale Atuatica Tungrorum

- Heristali (Herstal).
- Jupila (Jupille-sur-Meuse).
- Solmania (Soumagne-Bas).
- Thommen
- Amel
- Konzen
- Theux
- Liège
- Amay IVe siècle, tuiliers
- Poulseur
- Villers-le-Bouillet
- Strud-Haltinne
- Miecret-Namur
- Clermont-sous-Huy
- Tavigny Saint-Martin
- Foy-les-Noville[4]
- Fontaine Valmont[5]
- Vegesatum, (Visé).

## Unités auxiliaires romaines

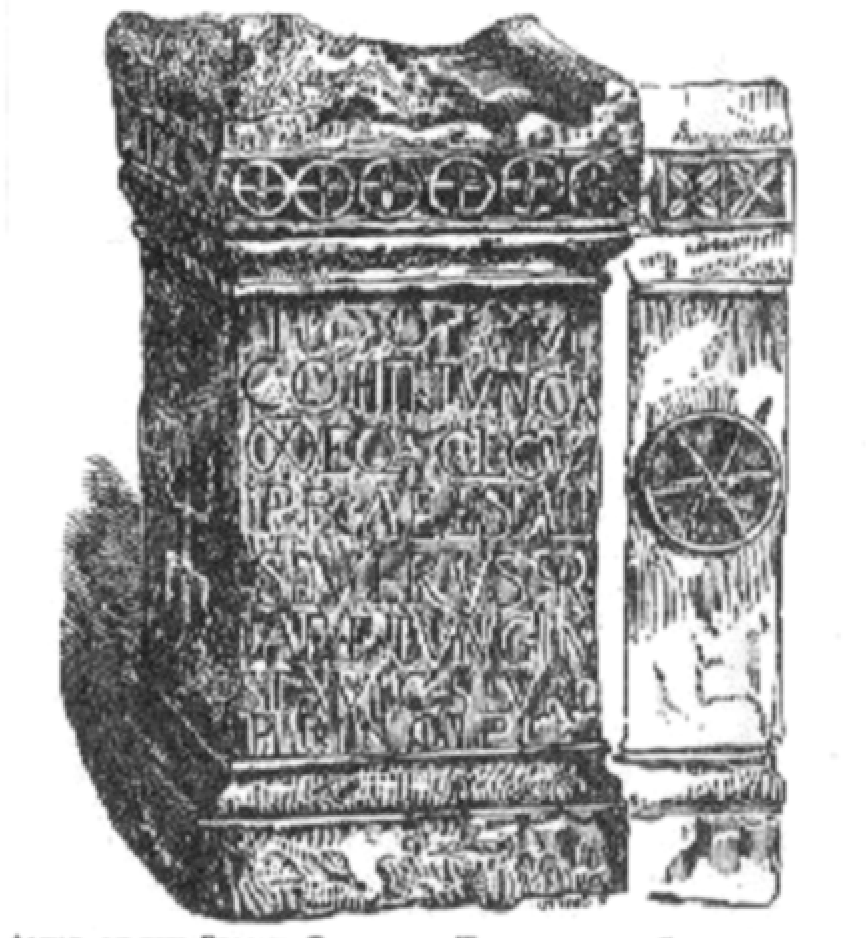
Autel de Jupiter de la cohors II Tungrorum, Castlesteads

Dès les premiers temps de l'Empire romains, des troupes auxiliaires ont été recrutées par l'armée romaine dans la région des Tongres :
- Ala I Asturum et Tungrorum
- Ala I Tungrorum
- Ala I Tungrorum Frontoniana

- Cohors I Tungrorum
- Cohors II Tungrorum
- Cohors III Tungrorum
- Cohors IV Tungrorum

Ces cohortes servaient le long du mur d'Hadrien en Grande-Bretagne. Selon Tacite c'étaient des troupes d'élite. Une inscription retrouvée dans le camp romain de Blatobulgium sur le mur d'Hadrien, aujourd'hui Birrens en Écosse, montre que des soldats du pagus Condrustis ont servi au sein de la deuxième cohorte de la Civitas Tungrorum et qu'ils possédaient un autel à leur déesse Viradectis. La première cohorte est mentionnée dans les Tablettes de Vindolanda. Au IIIe siècle, la deuxième cohorte, en partie montée, était en garnison au fort de Camboglanna, aujourd'hui Castlesteads, en Cumbria.

## Chronologie

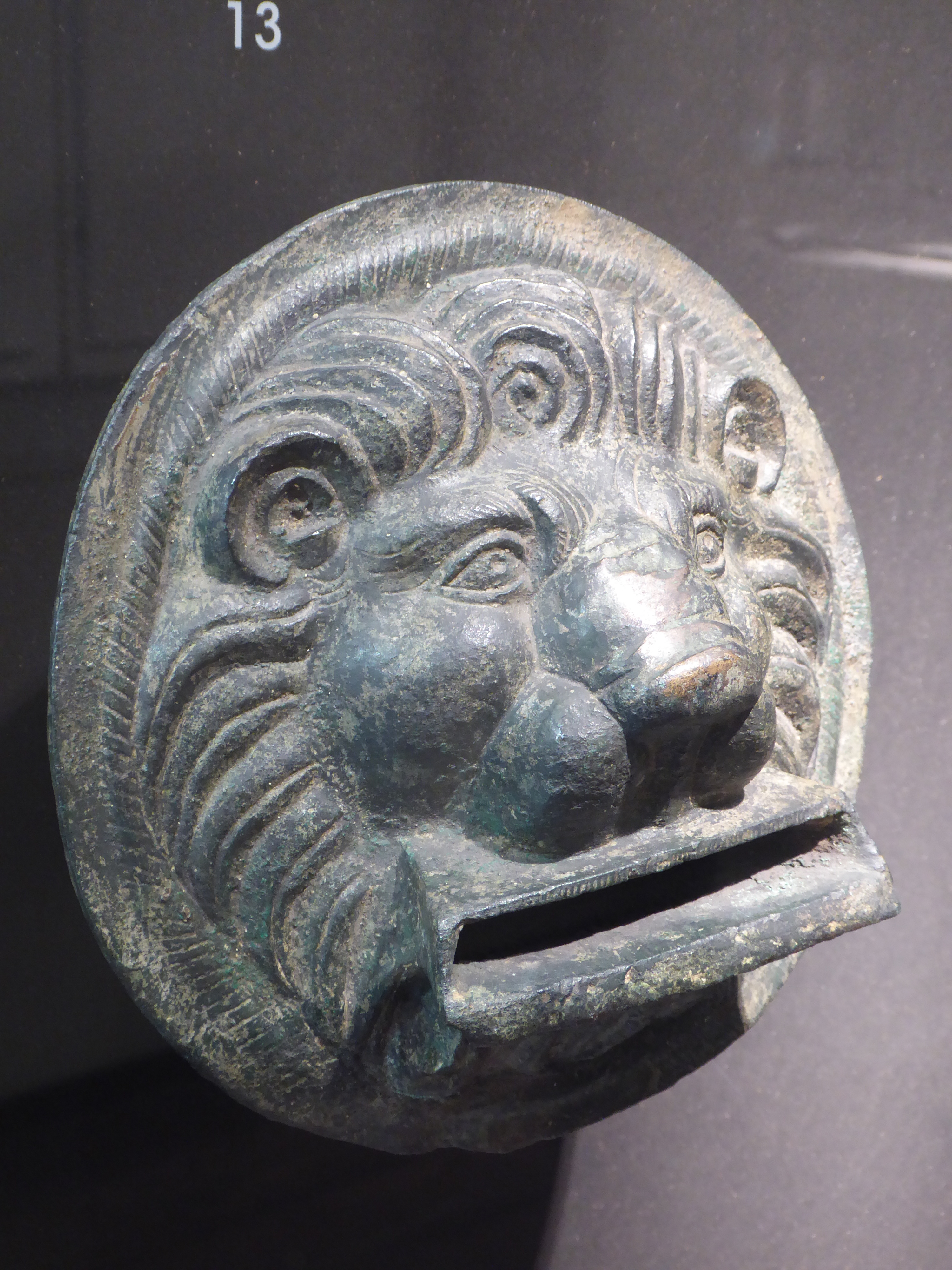
Décor d'une fontaine dédiée à Mithra, datant de la fin du découverte à Angleur

- ca. 50 av. J.-C. : création du civitas comme partie de la Gaule belgique
- Durant l'hiver 17 av. J.-C., le gouverneur de la Belgique, Marcus Lollius, est écrasé par les Sicambres, une tribu qui vit sur la rive orientale du Rhin. Dans les années -16 à -13, les Romains réorganisent la rive gauche du Rhin, qui devient une zone militaire.
- ca. 70 : des troupes tongres sont chargées de combattre la révolte des Bataves menée par Caius Julius Civilis mais la nation se rallie aux révoltés lorsque Julius Sabinus tente de proclamer un empire des Gaules indépendant, avant d'être reconquise par les Romains. Le chef rebelle Julius Civilis défait son adversaire le général romain Claudius Labeo au pont de Maastricht en 70 apr. J.-C.
- ca. 80 : L'industrie du laiton est transférée de Capoue dans la région de Liège et d'Aix-la-Chapelle.
- 89 : Création de la province de Germanie inférieure ou Germanie seconde ; la civitas y est fixée. Cette province fait partie du diocèse des Gaules lui-même faisant partie de la préfecture des Gaules.
- 275 : Les Francs font une nouvelle invasion, s'emparent de Tongres et détruisent une soixantaine de vicus. La plupart des castellum du Limes sont abandonnés[7].
- Du IIIe siècle au début du IVe siècle : grand climat d'insécurité, Tongres qui fait partie du dispositif de défense romain accueille de grands contingents militaires et s'entoure d'une muraille. Trajectum ad Mosan ville marchande prospère près d'un pont important constitue un objectif naturel en temps de guerre. Des colons germains (laeti) s'établissent dans les terres romaines en échange de services militaires rendus dans l'armée romaine. Les plus grandes villae s'équipent de refuges fortifiés.

- IVe siècle : 

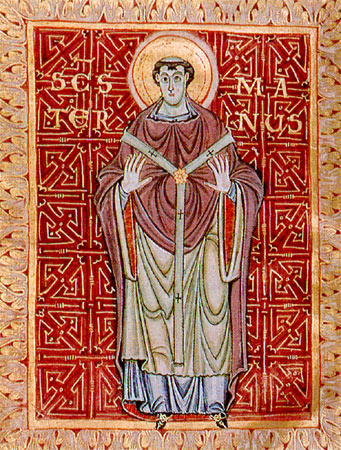
Materne de Cologne

  - Le christianisme est autorisé au début de ce siècle (313, édit de Milan) et deviendra religion d'État à la fin de celui-ci. Les civitas sont choisis comme circonscription épiscopale. Tongres devient le siège épiscopal (caput civitatis) de la civitas. Saint Materne évêque de Cologne est réputé comme étant l'évangélisateur du diocèse.
  - Saint Servais, s'y établit vers 350 et devient le premier évêque du diocèse. Une cathédrale est construite à Tongres.
  - 388 : Le général romain Arbogast repousse une invasion de Francs, sous la conduite de Gennobaude, Marcomer et Sunnon. Ils laissent sur le territoire romain plusieurs des leurs prêts à recommencer le ravage. Les Romains les combattent et en tuent un grand nombre près de la forêt d'Ardenne.
  - Dans la seconde moitié du siècle, les Germains, en tant que peuple fédéré, sont autorisés à s'installer dans les limites de l'empire, en gardant leur roi, leur religion, leurs lois et leurs institutions pour autant qu'ils s'engagent à contribuer à la défense de l'empire. Ces accords se traduiront pour la civitas à l'établissement des Francs saliens. Les Francs vont s'installer comme paysans au-dessus de la chaussée romaine de Cologne à Tongres avec l'aval des Romains. La partie nord de la civitas Tungrorum se dépeuple progressivement et est occupée par les Francs saliens, qui la rebaptisent du nom de Toxandrie.
- 406 : Tongres est victime de l'invasion des Vandales.
- Au cours de la seconde moitié du Ve siècle, les Francs rhénans se regroupent et occupent la cité des Tongres pour fonder un royaume à Cologne.
- 492 : Tongres est prise par Clovis, le siège de l'évêché serait cependant déjà établi à Maastricht.
- 511 : à la mort de Clovis, son royaume est partagé entre ses fils, le diocèse de Tongres est inclus dans le Royaume d'Austrasie.
- 596 : le roi Childebert II roi d'Austrasie, fils de la reine Brunehilde, meurt à Maastricht.
- 843 : traité de Verdun, 3 ans après la mort de Louis le Pieux, l'empire est divisé entre ses trois fils. Le diocèse est inclus dans la Francie médiane dévolue à son fils aîné Lothaire Ier.
- 870 : traité de Meerssen. Le diocèse est divisé en deux sur la Meuse entre Charles le Chauve et Louis le Germanique.
- 880 : traité de Ribemont. Louis III de Germanie obtient la Lotharingie, le diocèse réunifié se trouve donc en Germanie.

## Postérité

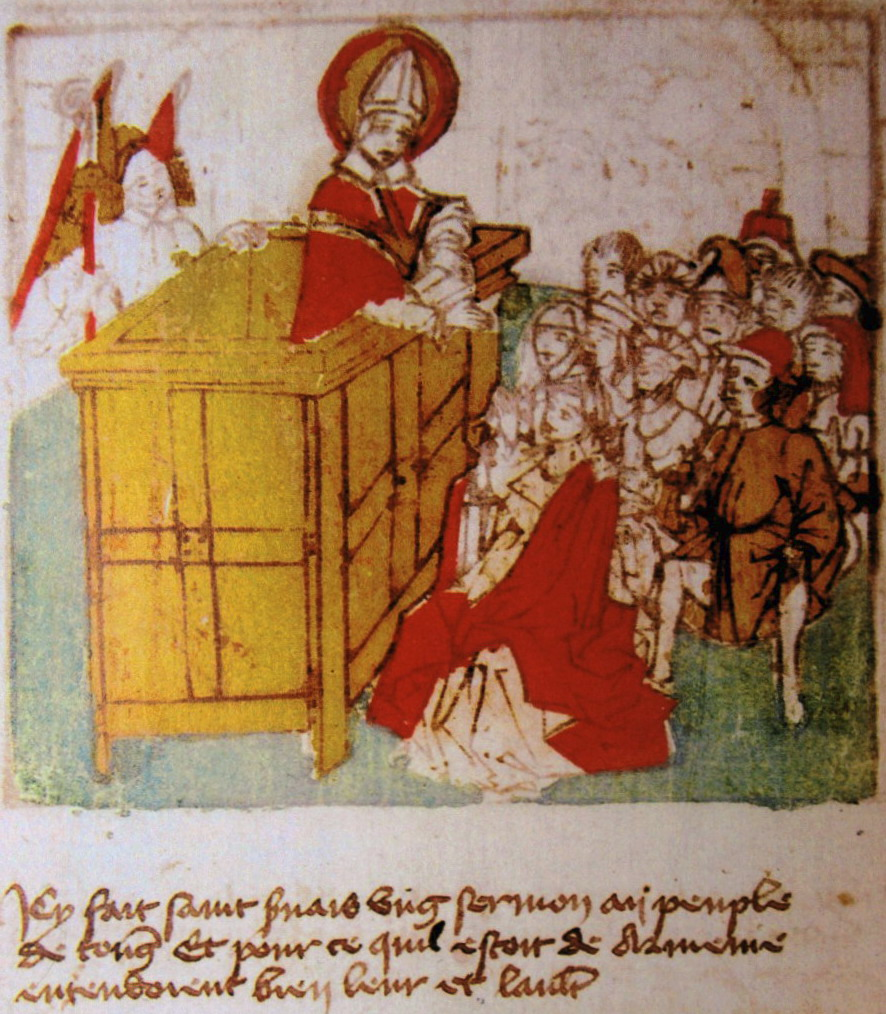
Saint-Servais prêche en grec aux habitants de Tongres qui le comprennent. Bibliothèque Royale.

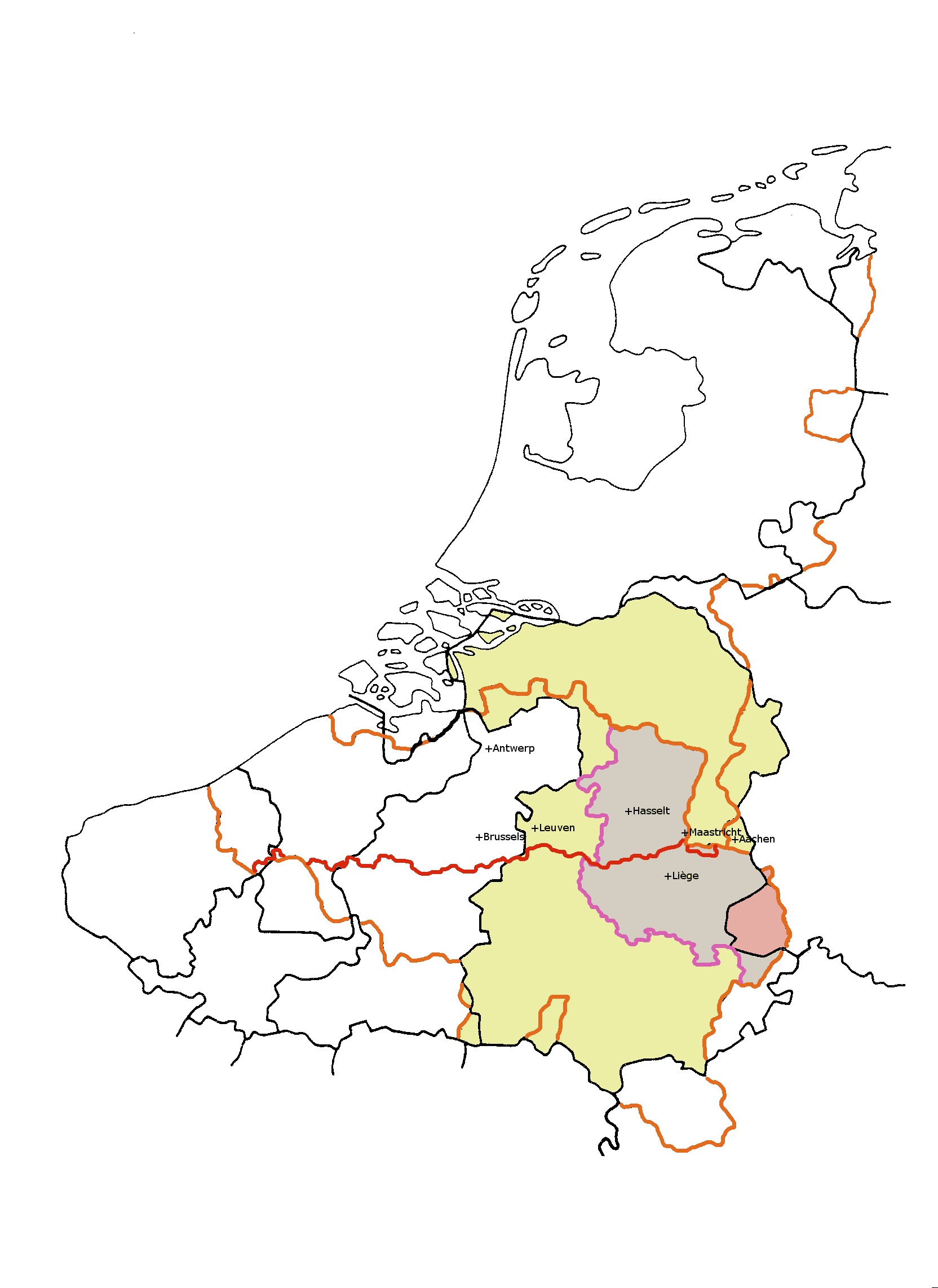
Cette carte représente l'ancien diocèse de Liège (en jaune) qui a évolué à partir de la Civitas Tungrorum et qui avait probablement les mêmes frontières. Les provinces de Liège et du Limbourg sont indiquées (en gris). La ligne rouge représente la frontière linguistique entre le Néerlandais et le Français. L'orange représente les frontières nationales modernes.

Comme d'autres cités et régions des provinces gallo-romaines, la civitas Tungrorum servira de base à la constitution d’un diocèse de l’Église catholique qui prendra vers le VIIe siècle le nom de sa nouvelle capitale Liège. On parlera dès lors dans les textes du Moyen Âge de Civitas Leodium ce qui se traduit par évêché ou diocèse de Liège dont les frontières persisteront jusqu’en 1559, date de la réforme des diocèses voulue par Philippe II d'Espagne, qui verra naître un diocèse très réduit par rapport à l’antique Civitas Tungrorum. Le diocèse de Liège issu du concordat de 1801 n’a lui vraiment plus rien de commun, si ce n'est le lieu de son siège épiscopal. Les villes importantes de ce diocèse sont : Louvain, Looz, Aix-la-Chapelle, Limbourg, Namur, Bouillon. Le diocèse de Liège est le berceau de l'art mosan et la base de départ de l’indépendance politique de Liège, ce qui peut expliquer le caractère roman de la Wallonie. À son apogée, l'art mosan a eu une forte influence sur les régions limitrophes, notamment en Rhénanie (Cologne, Bonn). Le diocèse de Liège a favorisé le développement du style gothique mosan, style mosan et baroque mosan. L'ancien diocèse de Liège, en sa partie wallonne (dans le sens de roman ou de « francophone », pas de la langue régionale), a des limites qui coïncident de manière frappante avec celle du wallon, langue régionale que l'on peut qualifier de langue des Tongres. L’Atlas linguistique de la Wallonie a bien mis en valeur cette très ancienne trace possible de l’influence des subdivisions de l'Église. À la période carolingienne, le pouvoir territorial d'une ancienne civitas est démembré entre plusieurs comtes qui règnent sur différents pagi tandis que la cohérence du diocèse est maintenue sur l'ensemble de la civitas. La Cité des Tongres est divisée en différents pagi : 
- Pagus Lommensis
- Pagus Darnuensis
- Pagus Sambrensis
- Pagus Arduennensis